# Altimir, Vrața
Altimir (în bulgară Алтимир) este un sat în comuna Beala Slatina, regiunea Vrața,  Bulgaria. 

## Demografie
Componența etnică a satului Altimir
     Bulgari (79,38%)
     Romi (13,74%)
     Nicio identificare (6,36%)
     Altele (0,5%)
La recensământul din 2011, populația satului Altimir era de 1.179 locuitori. Din punct de vedere etnic, majoritatea locuitorilor (79,38%) erau bulgari, cu o minoritate de romi (13,74%). Pentru 6,36% din locuitori nu este cunoscută apartenența etnică.